# Territorio de Río Branco
El Territorio de Río Branco (en portugués brasileño Territorio do Rio Branco) fue un territorio federal brasileño creado el 13 de septiembre de 1943, de acuerdo con el Decreto-Ley n.º 5 812, durante el gobierno del presidente Getúlio Vargas y fue disuelto el 5 de octubre de 1988 por la Constitución Brasileña que lo elevó a la categoría de estado. Era equivalente al actual estado de Roraima. Su nombre fue cambiado en 1962 por el de Territorio Federal de Roraima.
Su capital era Boa Vista, que continuó siendo la capital del estado que lo sucedió.

## Descripción
Creado por el Decreto-Ley N° 5812 de 13 de septiembre de 1943, el territorio fue delimitado por el Decreto-Ley 6550 del 31 de mayo del año siguiente, con los siguientes límites, establecidos en el inciso b de su primer artículo:

b) Territorio Federal de Río Branco - al oeste, el norte y el este, limita con la República de Venezuela y la Guayana Británica; el sureste y el sur, el río Jamundá o Nhamundá, su principal fuente en Serra Uassari manera paralela a la principal fuente de río Alalaú, siguiendo por este paralelo para lograr la fuente dijo; el río Alalaú, hasta su desembocadura en el río Jauaperi en el presente hasta su desembocadura en el Río Negro y el río hasta la desembocadura del río Jufari; al sur-oeste, el río Jufari, desde su desembocadura hasta su fuente principal; la divisoria de aguas entre los ríos Demeni y Xeruini, ya que la principal fuente de Jufari a la divisoria de aguas entre el Demení y Catrimani; este divisor para encontrar el paralelo que pasa a través de la principal fuente de río Catrimani y siguiendo a lo largo de dicho paralelo hasta las montañas de Parima;

De acuerdo al mismo decreto, el territorio tenía sólo dos municipios: La capital Boa Vista y Catrimani, este formado con parte del municipio de Moura, ambos procedentes de Amazonas.